# Asif Ali Zardari
Asif Ali Zardari (n. 26 iulie 1955, Karachi, Dominionul Pakistan⁠(d)) este un politician din Pakistan, președinte al aceluiași stat din 10 martie 2024, după ce a mai îndeplinit această funcție în perioada 2008–2013. S-a născut în orașul Karachi. El este văduvul lui Benazir Bhutto, cea care a servit de două ori ca prim-ministru al acestei țări și a fost asasinată în 2007.
1. ↑  Asif Ali Zardari, Brockhaus Enzyklopädie, accesat în 9 octombrie 2017
2. ↑  Asif Ali Zardari, Munzinger Personen, accesat în 9 octombrie 2017
3. ↑  IdRef, accesat în 10 mai 2020